# Oabius pylorus
Oabius pylorus är en mångfotingart som beskrevs av Chamberlin 1916. Oabius pylorus ingår i släktet Oabius och familjen stenkrypare. Inga underarter finns listade i Catalogue of Life.